# Penaherreraus
Penaherreraus es un género de escarabajos longicornios de la tribu Acanthoderini. Fue descrito por Roguet en 2004.

## Especies
- Penaherreraus birai Heffern & Santos-Silva, 2023
- Penaherreraus batesi Tavakilian & Peñaherrera-Leiva, 2003
- Penaherreraus bilineatus (Aurivillius, 1921)
- Penaherreraus centrolineatus (Bates, 1862)
- Penaherreraus guyanensis (Tavakilian & Peñaherrera-Leiva, 2003)
- Penaherreraus pradosiae (Tavakilian & Peñaherrera-Leiva, 2003)
- Penaherreraus pubicornis (Audinet-Serville, 1835)
- Penaherreraus sarryi (Tavakilian & Peñaherrera-Leiva, 2003)